# Grammia cervinoides
Grammia cervinoides är en art av fjärilar som beskrevs av Herman Strecker. Den ingår i släktet Grammia och familjen björnspinnare (Arctiidae). Inga underarter finns listade i Catalogue of Life.